# Enrique Peñaranda del Castillo
Enrique Peñaranda del Castillo (Larecaja, 15 novembre 1892 – Madrid, 22 dicembre 1969) è stato un generale e politico boliviano.
Comandante dell'esercito boliviano dal 1933 al 1938 e Ministro della difesa dal 1939, fu eletto presidente della Bolivia nel 1940.

## Biografia
Figlio di una famiglia meticcia, nel 1907 entrò nel Collegio Militare della Nazione di La Paz facendo poi carriera nell'esercito raggiungendo nel 1928 il grado di colonnello.
Nel 1932 fu uno dei protagonisti dello scoppio della guerra del Chaco, quando la sua 4ª divisione attaccò il fortino paraguaiano Carlos Antonio López. Dopo la disastrosa battaglia di Campo Vía pocket il presidente boliviano Daniel Salamanca cacciò il capo di stato maggiore Hans Kundt e lo rimpiazzò con Peñaranda il quale fu anche promosso al grado di Brigadier Generale.
Nonostante il cambio ai vertici militari la situazione per i boliviani peggiorò ulteriormente quando persero il forte Ballivian. Furioso il presidente Salamanca rimosse Peñaranda e il 27 novembre 1934 si recò d'ispezione al quartier militare dell'esercito a Villamontes, a pochi chilometri dalla linea del fronte. Una volta sul posto il capo di Stato fu costretto da un gruppo di ufficiali, guidati dallo stesso Peñaranda, a rassegnare le dimissioni e rimpiazzato dal suo vice José Luis Tejada Sorzano. Nonostante l'andamento disastroso del conflitto egli riuscì a salvaguardare la propria immagine tanto da essere celebrato come un eroe di guerra. Negli anni seguenti Peñaranda continuò a districarsi tra l'esercito e la politica, avvicinandosi sempre più alle lobby minerarie.
In occasione delle elezioni del 1940 Peñaranda fu presentato come candidato alla presidenza dal blocco di centro-destra Concordancia. Grazie anche alla soppressione delle formazioni politiche avversarie poté trionfare con oltre l'85% delle preferenze.
Con l'entrata degli Stati Uniti nella seconda guerra mondiale Peñaranda si ritrovò in una posizione particolare. Nonostante la Bolivia avesse troncato le relazioni con l'Asse dopo l'attacco a Pearl Harbor, il governo decise di entrare nel blocco alleato solamente il 7 aprile 1943. Il 5 maggio successivo il capo di Stato boliviano si recò in visita dal suo omologo statunitense Franklin Delano Roosevelt. Nel corso di quest'incontro Peñaranda vendette ad un prezzo irrisorio le preziose riserve di stagno del suo paese al governo americano. Questo fatto, unito alla dura repressione dei minatori, che era culminata con il massacro di Catavi del 21 dicembre 1942, portarono ad una rapida caduta di popolarità per l'ormai ex-eroe della guerra del Chaco.
Il 20 dicembre 1943 un gruppo di ufficiali nazionalisti guidati da Gualberto Villarroel e supportato dal Movimento Nazionalista Rivoluzionario rovesciò Peñaranda con un colpo di Stato.
Posto inizialmente agli arresti, andò successivamente in esilio nella Spagna franchista, dove morì.